# Roederiodes wagneri
Roederiodes wagneri är en tvåvingeart som beskrevs av Pusch 1996. Roederiodes wagneri ingår i släktet Roederiodes och familjen dansflugor. Inga underarter finns listade i Catalogue of Life.